# Víctor Martínez
Víctor Hipólito Martínez (Córdoba, 21 de noviembre de 1924 - Villa Allende, 20 de noviembre de 2017) fue un abogado y político argentino de la Unión Cívica Radical, que se desempeñó como intendente de la Ciudad de Córdoba y vicepresidente de la Nación Argentina entre el 10 de diciembre se 1983 y 8 de julio de 1989.

## Biografía
Su primer cargo partidario lo consiguió en 1961 como Secretario del Comité Provincia UCR Córdoba (1961-1963) También fue Delegado al Comité Nacional en dos ocasiones 1972 y 1974.
Fue senador provincial de Córdoba entre 1962 y 1963. En el año y medio que fue senador provincial el gobierno de Córdoba tuvo tres interventores federales: Mario I. Atencio (marzo-abril de 1962), Aniceto Pérez (abril-junio de 1962) y su primo el periodista Rogelio Nores Martínez (junio de 1962-octubre de 1963).

### Intendencia de Córdoba (1963-1966)
Fue elegido intendente de la Ciudad de Córdoba en 1963, a los 38 años de edad, desempeñándose en dicho cargo hasta 1966. 
| Gabinete Municipal de Víctor Hipólito Martínez 1963-1966 | Gabinete Municipal de Víctor Hipólito Martínez 1963-1966 | Gabinete Municipal de Víctor Hipólito Martínez 1963-1966 |
| Cartera                                                  | Titular                                                  | Período                                                  |
| -------------------------------------------------------- | -------------------------------------------------------- | -------------------------------------------------------- |
| Secretaría de Gobierno                                   | Dr.Lelio MORINI                                          | 12 de octubre de 1963 - 28 de junio de 1966              |
| Secretaría de Salud Pública                              | Dr.Mariano IROS                                          | 12 de octubre de 1963 - 28 de junio de 1966              |
| Secretaría de Obras Públicas                             | Ing. Mario BRACCO                                        | 12 de octubre de 1963 - 28 de junio de 1966              |
| Secretaría de Hacienda                                   | Carlos Duarte                                            | 12 de octubre de 1963 - 28 de junio de 1966              |
| Secretaría General                                       | Raúl PACHECO VEXENAT                                     | 12 de octubre de 1963 - 28 de junio de 1966              |
| Secretario Privado                                       | Luis O. RAFFAINI                                         | 12 de octubre de 1963 - 28 de junio de 1966              |

### Candidato a Gobernador 1973
Fue candidato a gobernador de Córdoba en 1973 acompañado por el exintendente de Villa Dolores (1955) y expresidente del comité provincial de la UCR en Córdoba, Felipe Celli, como su candidato a vicegobernador. Esta fórmula quedó en segundo lugar en las elecciones de marzo y en la segunda vuelta el 15 de abril.
Antes de las elecciones Victor Martínez se enfrentó al candidato Justicialista, Obregon Cano en el primer debate televisado en Córdoba. En la elección general del 15 de abril de 1973 se impuso el Frejuli con el 53,84 % y una diferencia de 86.566 votos.
Dentro de la Unión Cívica Radical, pertenecía a la Línea Córdoba, y sostiene un pensamiento conservador de tendencia cristiana. Fue nombrado embajador de Argentina en la República del Perú por el gobierno de Fernando de la Rúa hasta diciembre de 2001.

## Vicepresidente de la Nación (1983-1989)
Habiendo sido compañero de fórmula de Raúl Alfonsín, Martínez asumió la vicepresidencia el 10 de diciembre de 1983. En su rol de presidente del Senado, debió enfrentar desde su puesto la mayoría justicialista en el recinto. Pudo evitar la derrota de la Ley de Reforma de Asociaciones de Trabajadores (Ley Sindical), y logró que se aprobara el traslado de la Capital Federal a Viedma, que nunca llegó a concretarse.
En su rol de vicepresidente, encabezó numerosas misiones diplomáticas alrededor del mundo. 
Durante el levantamiento carapintada en la Semana Santa de 1987, ante una eventual renuncia del presidente Alfonsín, Martínez encomendó a su vocero hacer saber que si eso llegaba a ocurrir él renunciaría junto al presidente. Como vicepresidente fue encargado de recolectar votos a favor de la ley de obediencia debida y un año más tarde a favor de la ley de punto final donde tuvo un protagonismo central para que de apoyada de forma unánime por la bancada radical. 

El 8 de julio de 1989 finalizó su período como vicepresidente, al entregar el presidente Alfonsín el mando a Carlos Menem de manera anticipada, y sucedió a Martínez en el cargo el compañero de fórmula de Menem, Eduardo Duhalde.

## Familia
Su padre Raúl Victorino era primo hermano de Enrique Martínez, vicepresidente de Hipólito Yrigoyen, y también de la madre de Rogelio Nores Martínez, interventor federal de la provincia de Córdoba entre 1962 y 1963 que fue padre de Pilar Nores Bodereau, esposa del expresidente peruano Alan García. [cita requerida]
Víctor Hipólito casó con Fanny Mónica Munté (1926-2019), con la cual tuvo como hijos a Víctor Cristian Martínez, Marcelo Cristian Martínez y Marcos Cristian Martínez, siendo este último el único en hacer una carrera política como Diputado Provincial de la Provincia de Córdoba por la Unión Cívica Radical en dos periodos (1987-1991 y 1995-1999).

## Fallecimiento
El 20 de noviembre, un día antes de su cumpleaños, falleció a los 92 años en Villa Allende, en las cercanías de la ciudad de Córdoba. Se declararon tres días de duelo por su muerte.

## Elecciones
Martínez se presentó en las elecciones para gobernador de Córdoba del día 11 de marzo de 1973. Su compañero de fórmula fue Felipe Celli quien había sido presidente del comité provincial de la UCR Córdoba en 1966-1972 y anteriormente intendente de Villa Dolores en 1955. 
Elección a gobernador del 11 de marzo de 1973
| Fórmula | Fórmula                                    | Partido                                                       | Votos   | Porcentaje |
| ------- | ------------------------------------------ | ------------------------------------------------------------- | ------- | ---------- |
|         | Ricardo Obregón Cano Hipólito Atilio López | Frente Justicialista de Liberación                            | 504.786 | 44,2 %     |
|         | Víctor Martínez Felipe Celli               | Unión Cívica Radical                                          | 493.683 | 43,1 %     |
|         | Norberto Agrelo Luis Atala                 | Alianza Popular Federalista Partido Federal-PDP-Unión Popular | 72.185  |            |
|         | Francisco Yunyent Ricardo Martorelli       | Alianza Popular Revolucionaria PI-PRC-PCA-Udelpa              | 24.525  |            |
|         | Luis Rampone Jorge Zarazaga                | Alianza Republicana Federal- Partido Demócrata                | 22.781  |            |
|         | Jorge Juárez Dover Álvaro Estévez          | Nueva Fuerza                                                  | 15.871  |            |
|         | Jorge Orgaz Alberto Orlandini              | Partido Socialista Democrático                                | 7.437   |            |
|         | José Francisco Páez María González         | Partido Socialista de los Trabajadores                        | 6.859   |            |
|         | Silvio Mondazzi Víctor Saiz                | Frente de Izquierda Popular                                   | 5.154   |            |

Balotaje del 15 de abril de 1973 
Como la fórmula ganadora no logró sacar el mayor porcentaje (50 %), se debió ir a un balotaje (segunda vuelta) previsto para el día 15 de abril entre la fórmula del FREJULI (Obregón Cano-López) y la fórmula de la UCR (Martínez-Celli). 
| Fórmula | Fórmula                                    | Partido                            | Votos   | Porcentaje |
| ------- | ------------------------------------------ | ---------------------------------- | ------- | ---------- |
|         | Ricardo Obregón Cano Hipólito Atilio López | Frente Justicialista de Liberación | 608.826 | 53,84 %    |
|         | Víctor Martínez Felipe Celli               | Unión Cívica Radical               | 522.273 | 46,16 %    |